# Essra Mohawk
Essra Mohawk, rodným jménem Sandra Elayne Hurvitz, (23. dubna 1948 – 11. prosince 2023) byla americká zpěvačka.

## Životopis
Svůj první singl vydala v roce 1964 pod pseudonymem Jamie Carter. Později se seznámila s producentem Shadow Mortonem, který její písně nahrál s kapelami The Shangri-Las („I'll Never Learn“, 1966) a Vanilla Fudge („The Spell That Comes After“, 1968). Po seznámení s Frankem Zappou podepsala smlouvu s jeho vydavatelstvím Bizarre Records a v prosinci 1968 vydala pod jménem Sandy Hurvitz své první album Sandy's Album Is Here at Last! Po následném přechodu ke společnosti Reprise Records vydala v roce 1970 druhé album Primordial Lovers. Před vydáním desky se provdala za jejího producenta Fraziera Mohawka. Později vydala řadu dalších alb. Rovněž zpívala se skupinou Jerry Garcia Band. V roce 2005 přispěla coververzí písně „Party of Special Things to Do“ od Captaina Beefhearta na tributní album Mama Kangaroos: Philly Women Sing Captain Beefheart. Roku 2013 přispěla písní „Thoughts of Import“ na album Four-beat Rhythm: The Writings of Wilhelm Reich, obsahující zhudebněné texty Wilhelma Reicha. Coververze jejích písní vydaly například Tina Turner a Cyndi Lauper, která v roce 1987 slavila úspěchy s hitem „Change of Heart“.